# 阿尔特马克条约
《阿尔特马克条约》（波蘭語：Rozejm w Altmarku）是瑞典和波兰-立陶宛联邦于1629年9月25日在格但斯克附近的阿尔特马克村签署的和平条约，标志着为期三年的波瑞战争的结束。

## 内容
条约规定，瑞典继续控制立窝尼亚和维斯瓦河口地区，但从普鲁士公国的大部分地区撤军，仅保留几个沿海城市。波兰-立陶宛联邦夺回瑞典自1625年入侵以来占据的土地。立窝尼亚道加瓦河以北地区被割让给瑞典，但其东南部分仍由联邦统治。瑞典将分得未来六年内联邦三分之二的港口航运费，这些港口包括但泽和埃尔布隆格等。这笔航运费为瑞典参与三十年战争提供了资金。

## 后续
1635年，《阿尔特马克条约》续签。瑞典放弃普鲁士的港口，波兰-立陶宛联邦放弃包括里加在内的立窝尼亚的大部分地区，仅保留陶格夫匹尔斯地区。此次条约是在瑞典被联邦与神圣罗马帝国联军打败后不久签署的。这场发生在什图姆的战役使瑞典国王古斯塔夫二世险些被俘。